# 李天祚 (中国)
李天祚，雲南省易門縣人，曾任雲南省政府會計處科長，民國三十六年（1947年）在原籍雲南省易門縣當選為第一屆國民大會代表。